# Prostitution en Haïti
La prostitution en Haïti, bien qu'illégale, continue d'être un problème répandu dans le pays, notamment sous forme de prostitution de rue (notamment dans le quartier Pétion-Ville de Port-au-Prince), ainsi que dans les bars, hôtels et lupanars,,. L'ONUSIDA estime qu'il y a 70 000 prostituées dans le pays. L'application de la loi est généralement laxiste.
Le pays était autrefois une destination de choix dans les années 1970 pour le tourisme sexuel pour les adultes, y compris les hommes gais. Le tourisme sexuel a diminué en raison des craintes liées au VIH mais est revenu, y compris le tourisme sexuel impliquant des enfants.
Haïti souffre d'une extrême pauvreté, une grande partie de la population vivant avec moins d'un dollar par jour; ceux qui n'ont pas d'autres ressources se tournent souvent vers la prostitution,,.
Après le tremblement de terre de 2010, de nombreuses prostituées de la République dominicaine ont traversé la frontière, recherchant des clients parmi les travailleurs humanitaires et le personnel de l'ONU.

## Allégations d'inconduite sexuelle par le personnel de l'ONU et d'Oxfam

### Mission de maintien de la paix des Nations Unies
Plusieurs centaines de soldats sri-lankais, faisant partie de la mission de l'ONU, ont été expulsés du pays en 2007. Ils étaient impliqués dans le trafic de filles haïtiennes vers le Sri Lanka et dans la prostitution des enfants au niveau local.
Il a été signalé en 2010 que des femmes dominicaines victimes de traite d'êtres humains, avaient été retrouvées dans des bordels prétendument fréquentés par le personnel de l'ONU,.
En 2015, l'ONU a rapporté qu'entre 2008 et 2014, des membres de sa mission de maintien de la paix avaient abusé sexuellement plus de 225 femmes haïtiennes en échange de nourriture, de médicaments et d'autres monnaies d'échange.
L'ONU a une politique de tolérance zéro à l'égard de son personnel recourant au commerce du sexe local, mais cette prescription cela est dans la pratique très difficile à faire respecter.

### Oxfam
En février 2018, une enquête du journal The Times a révélé qu'Oxfam International avait poussé trois responsables à démissionner et en avait licencié quatre pour faute grave après une enquête concernant l'exploitation sexuelle, le téléchargement de matériel pornographique, le harcèlement et l'intimidation. Un rapport confidentiel produit par Oxfam en 2011 a mis en évidence «une culture d'impunité» parmi certains membres du personnel en Haïti et conclu qu'«il n'était pas exclu que certaines des prostituées aient été mineures». Parmi les membres du personnel invités à démissionner figurait le directeur national belge de l'association, Roland Van Hauwermeiren. Selon le rapport interne, Van Hauwermeiren a admis avoir fait venir des prostituées dans une villa dont le loyer était payé par Oxfam avec des fonds caritatifs. À l'époque, la directrice générale d'Oxfam, Dame Barbara Stocking, a offert à Hauwermeiren «une sortie discrète et digne», craignant que son licenciement n'ait «des conséquences potentiellement graves» pour le travail et la réputation de l'organisation humanitaire.
Oxfam n'a signalé aucun des incidents aux autorités haïtiennes au motif qu'«il était extrêmement improbable qu'une action soit entreprise». Bien qu'Oxfam ait divulgué les détails de l'incident à la Charity Commission à la suite de l'enquête du Times, la Commission a révélé qu'elle n'avait jamais reçu le rapport final d'enquête et Oxfam «n'a pas détaillé les allégations précises, ni apporté aucune précision sur la possibilité que des crimes sexuels aient pu concerné des mineurs ». À la lumière des révélations du Times, un porte-parole de la Commission a déclaré: « Nous nous attendrons à ce que l'organisme de bienfaisance nous donne l'assurance qu'il a tiré les leçons des incidents passés ».
En réponse aux révélations, Elizabeth Truss, la secrétaire en chef du Trésor, a qualifié les rapports de «choquants, écœurants et déprimants». À la suite de la publication du rapport du Times, Oxfam a publié une déclaration dans laquelle elle affirmait: «Oxfam traite toute allégation d'inconduite très au sérieux. Dès que nous avons eu connaissance d'une série d'allégations - y compris d'inconduite sexuelle - en Haïti en 2011, nous avons lancé une enquête interne. Le déclenchement de l'enquête a été rendu public et les personnels visés ont été suspendus en attendant le résultat. » Le communiqué a également ajouté que les allégations «selon lesquelles des mineures auraient été impliquées n'ont pas été établies». S'exprimant sur le Andrew Marr Show de la BBC, la secrétaire d'État au Développement international, Penny Mordaunt, a déclaré que ce scandale était le signe qu'Oxfam avait perdu son "leadership moral". Mordaunt a également déclaré qu'Oxfam avait commis «la pire des erreurs» en ne rapportant au gouvernement le détail de ces accusations.

## VIH
Haïti a les prévalences les plus élevés de VIH / sida dans la région des Caraïbes, estimée à environ 1,8 pour cent en 2013. Une analyse des causes de décès, qui a commencé lorsque les certificats de décès hospitaliers ont commencé à être collectés en 1997, montre que le sida était la principale cause de décès dans le pays, mais à partir de 2010, ce chiffre a été réduit à seulement 1% des décès, car les problèmes liés aux catastrophes naturelles sont devenues de très loin la principale cause des décès, avec 66 pour cent des décès directement liés aux catastrophes naturelles (et notamment au séisme de 2010).

## Trafic sexuel
Selon le Département d'État américain, Haïti est un pays d'origine, de transit et de destination en matière de traite des êtres humains. Des femmes et des enfants, provenant en particulier du Venezuela et de la République dominicaine, sont victimes de la traite dans le pays à des fins de prostitution forcée.
Les peines pour les personnes reconnues coupables de traite d'êtres humains sont des peines de prison de 7 à 15 ans, plus de lourdes amendes. S'il existe des facteurs aggravants, tels que la traite de mineurs, la peine peut être assortie d'une peine d'emprisonnement à vie. Des peines similaires peuvent être imposées à ceux qui obtiennent ou tentent d'obtenir des services sexuels d'une victime de la traite.
Le Bureau de surveillance et de lutte contre la traite des personnes du département d'État des États-Unis classe Haïti parmi les pays de la « liste de surveillance de niveau 2 ».